# Liste der Baudenkmäler in Laberweinting

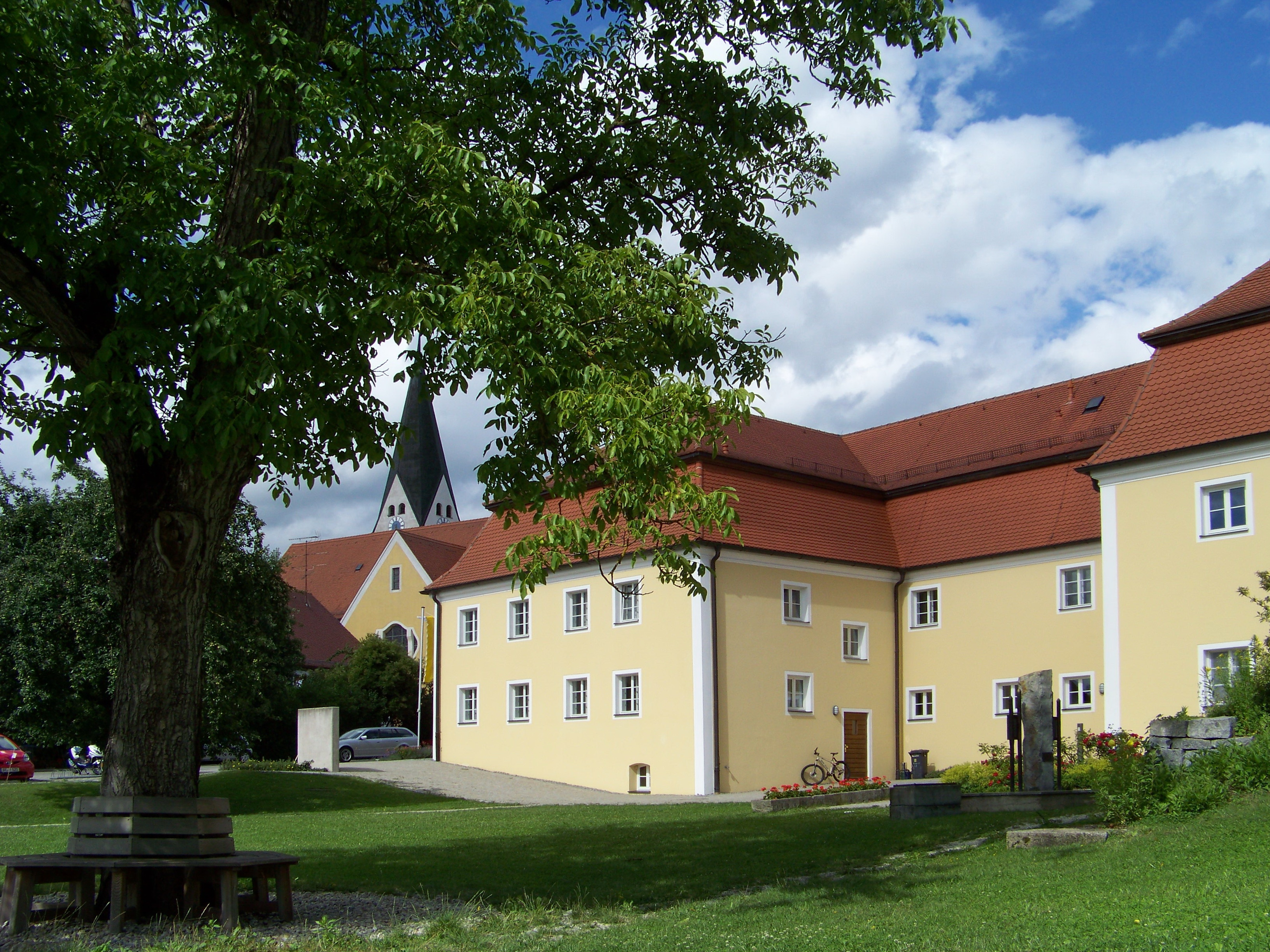
Kirchplatz Laberweinting, mit Kirche St. Martin und ehemaligem Pfarrhaus, jetzt Pfarrheim

Auf dieser Seite sind die Baudenkmäler in der niederbayerischen Gemeinde Laberweinting zusammengestellt. Diese Tabelle ist eine Teilliste der Liste der Baudenkmäler in Bayern. Grundlage ist die Bayerische Denkmalliste, die auf Basis des Bayerischen Denkmalschutzgesetzes vom 1. Oktober 1973 erstmals erstellt wurde und seither durch das Bayerische Landesamt für Denkmalpflege geführt wird. Die folgenden Angaben ersetzen nicht die rechtsverbindliche Auskunft der Denkmalschutzbehörde.

## Baudenkmäler nach Ortsteilen

### Laberweinting
| Lage                             | Objekt                                         | Beschreibung | Akten-Nr.     | Bild                                           |
| -------------------------------- | ---------------------------------------------- | --- | ------------- | ---------------------------------------------- |
| Bahnhofstraße ()                 | Empfangsgebäude des Bahnhofs Laberweinting     | zweigeschossiger Sichtziegelbau mit flachem Satteldach; Bestandteil der 1859 eröffneten Ostbahnstrecke Landshut-Geiselhöring | D-2-78-144-27 |                                                |
| Kirchgasse 1 (Standort)          | Katholische Pfarrkirche St. Martin             | Saalkirche mit eingezogenem und dreiseitig geschlossenem Chor, in nördlicher Ausrichtung, errichtet 1679–1681, Erweiterung des Schiffs in gemäßigten Neubarockformen 1912/13, Turm östlich am Langhaus, Turmuntergeschoss 13. Jahrhundert, die folgenden Geschosse gotisch, mit Spitzhelm, einfache Putzgliederungen; mit Ausstattung Erhaltene Teile der Friedhofsmauer mit Grabnischen, 1913 | D-2-78-144-1  | weitere Bilder                                 |
| Straubinger Straße 20 (Standort) | Ehemaliges Pfarrhaus, jetzt Gemeindeverwaltung | Dreiflügelanlage, zweigeschossiger Bau mit Mansard-Walmdach und Ecklisenen, erbaut 1773 | D-2-78-144-2  | Ehemaliges Pfarrhaus, jetzt Gemeindeverwaltung |

### Allkofen
| Lage                   | Objekt                               | Beschreibung | Akten-Nr.    | Bild           |
| ---------------------- | ------------------------------------ | --- | ------------ | -------------- |
| Allkofen 56 (Standort) | Katholische Filialkirche St. Michael | Saalkirche mit eingezogenem Chor, südlich Chorflankenturm, Turmuntergeschoss mittelalterlich, mit barockem Aufsatz und Zwiebelhaube, Langhaus 1762, verlängert 1935, am Chor Strebepfeiler, Turm und Langhaus mit Putzgliederungen; mit Ausstattung | D-2-78-144-3 | weitere Bilder |
| Allkofen 91 (Standort) | Bauernhaus                           | Zweigeschossiger giebelständiger Satteldachbau, offener Blockbau mit zugesetzten kleinen Fenstern, 2. Hälfte 17. Jahrhundert, bezeichnet mit 1723, Steilgiebel 19. Jahrhundert Rückwärtig Eiskeller, 18./19. Jahrhundert                            | D-2-78-144-4 | Bauernhaus     |

### Asbach
| Lage                 | Objekt                                           | Beschreibung | Akten-Nr.    | Bild           |
| -------------------- | ------------------------------------------------ | --- | ------------ | -------------- |
| Asbach 5 (Standort)  | Hausfiguren                                      | Hl. Florian und Hl. Sebastian, 19. Jahrhundert; am Nebengebäude                                                                                    | D-2-78-144-6 | Hausfiguren    |
| Asbach 22 (Standort) | Katholische Filialkirche St. Johannes der Täufer | Saalkirche mit Putzgliederung, eingezogener Chor nach Westen ausgerichtet, an der Ostfassade Turm mit Spitzhelm, neugotisch, 1874; mit Ausstattung | D-2-78-144-5 | weitere Bilder |

### Eitting
| Lage                  | Objekt                               | Beschreibung | Akten-Nr.    | Bild            |
| --------------------- | ------------------------------------ | --- | ------------ | --------------- |
| Eitting 50 (Standort) | Filialkirche St. Johannes der Täufer | Saalkirche mit eingezogenem Chor und östlich vorgesetztem Turm, schlichter Barockbau mit Putzgliederung, Turm mit Zwiebelkuppel, 1690; mit Ausstattung Kirchhofmauer, Befestigungsmauer, Ziegelstein, 18./19. Jahrhundert | D-2-78-144-7 | weitere Bilder  |
| Eitting 59 (Standort) | Kleinbauernhaus                      | Zweigeschossiges Gebäude mit Flachsatteldach, Obergeschoss verputzter Blockbau, traufseitig Balusterschrot, im Kern 18. Jahrhundert                                                                                       | D-2-78-144-8 | Kleinbauernhaus |

### Franken
| Lage                  | Objekt                                   | Beschreibung | Akten-Nr.    | Bild           |
| --------------------- | ---------------------------------------- | --- | ------------ | -------------- |
| Franken 13 (Standort) | Katholische Expositurkirche St. Nikolaus | Saalkirche mit Putz- und Lisenengliederung, eingezogener Chor mit Strebepfeiler nach Norden gerichtet, südlich über Fassade Dachreiter mit Spitzhelm, 1869; mit Ausstattung | D-2-78-144-9 | weitere Bilder |

### Grafentraubach
| Lage                          | Objekt                                 | Beschreibung | Akten-Nr.     | Bild           |
| ----------------------------- | -------------------------------------- | --- | ------------- | -------------- |
| Grafentraubach 123 (Standort) | Katholische Pfarrkirche St. Pankratius | Saalkirche mit eingezogenem Chor, Neubau 1896/97 unter Einbeziehung des Turms, nördlich als Chorflankenturm gelegen, im Kern mittelalterlich, barock erhöht, mit Zwiebelkuppel, Gliederung durch Lisenen und Putzbänder; mit Ausstattung Seelenkapelle im Friedhof, Lourdeskapelle, massiver Satteldachbau, mit einfacher Putzgliederung, erbaut 1854; mit Ausstattung | D-2-78-144-10 | weitere Bilder |
| Grafentraubach 201 (Standort) | Schloss                                | Zwei Parallelflügel, zweigeschossige Satteldachbauten mit Zwiebelturm, im Kern mittelalterlich, Um- und Erweiterungsbauten im 16. Jahrhundert und im 1. Drittel 18. Jahrhundert (dendro. dat.) Nebengebäude, eingeschossiger Satteldachbau, 1688/90 (dendro. dat.) Erhaltene Teile der ehemaligen Befestigung mit Mauer und Tor, wohl 17./18. Jahrhundert              | D-2-78-144-11 | weitere Bilder |

### Haader
| Lage                                                                  | Objekt                                             | Beschreibung | Akten-Nr.     | Bild                                               |
| --------------------------------------------------------------------- | -------------------------------------------------- | --- | ------------- | -------------------------------------------------- |
| Haader 20 (Standort)                                                  | Katholische Filialkirche St. Pauli Bekehrung       | Saalkirche, erbaut 1750, südwestlich Turm mit Spitzhelm, das Turmuntergeschoss spätgotisch, Oberteil um 1854, an der Ost-, Süd- und Westseite gedeckter Umgang, nach 1813; mit Ausstattung. Gleichzeitig ist sie Wallfahrtskirche „Zu unserer lieben Frau von Haader“. Die Kirche liegt auf dem Pilgerweg „Via-Nova“           | D-2-78-144-12 | weitere Bilder                                     |
| Osterholz; An der Straße nach Neuhofen, Abzweigung Franken (Standort) | Steinkreuz, Sühnekreuz, Grenzstein, oder Wegkreuz? | Kalkstein, 75 cm, bezeichnet mit 1603 Auf Vorderseite Kruzifixus und INRI, stark verwittert. Auf der Rückseite sind die Jahreszahl 1603 und der Buchstabe B zu erkennen. In der Bevölkerung ist das Kreuz auch als „Hunnenkreuz“ bekannt. Möglicherweise handelt es sich dabei aber um die Verballhornung eines Familiennamens | D-2-78-144-13 | Steinkreuz, Sühnekreuz, Grenzstein, oder Wegkreuz? |

### Habelsbach
| Lage                     | Objekt             | Beschreibung | Akten-Nr.     | Bild           |
| ------------------------ | ------------------ | --- | ------------- | -------------- |
| Habelsbach 39 (Standort) | Ehemaliges Schloss | Heute Wohnhaus, kleine Zweiflügelanlage, zweigeschossig mit Satteldach und Turmerker, 16./17. Jahrhundert, Dach modern | D-2-78-144-14 | weitere Bilder |

### Haimelkofen
| Lage                                | Objekt    | Beschreibung                                                                                          | Akten-Nr.     | Bild      |
| ----------------------------------- | --------- | --- | ------------- | --------- |
| Haimelkofen (bei Nr. 38) (Standort) | Bildstock | Kleiner massiver Aufbau mit Satteldachabschluss und einfacher Putzgliederung, 18. Jahrhundert; im Ort | D-2-78-144-17 | Bildstock |

### Hofkirchen
| Lage                     | Objekt                             | Beschreibung | Akten-Nr.     | Bild           |
| ------------------------ | ---------------------------------- | --- | ------------- | -------------- |
| Hofkirchen 77 (Standort) | Katholische Pfarrkirche St. Petrus | Saalkirche im neuromanischen Stil, erbaut 1863/64, südwestlich Turm mit Putzgliederung und Spitzhelm, Turmunterbau spätgotisch; mit Ausstattung | D-2-78-144-18 | weitere Bilder |

### Neuhofen
| Lage                   | Objekt                               | Beschreibung | Akten-Nr.     | Bild           |
| ---------------------- | ------------------------------------ | --- | ------------- | -------------- |
| Neuhofen 52 (Standort) | Katholische Filialkirche St. Stephan | Saalkirche mit Westturm und eingezogenem Chor, Langhaus mit einfacher Putzgliederung, Turm mit Putz- und Geschossgliederung, achtseitigem Aufsatz und Zwiebelkuppel, im Kern gotischer Bau, um 1720 weitgehend neu gebaut; mit Ausstattung | D-2-78-144-19 | weitere Bilder |

### Obergraßlfing
| Lage                        | Objekt                                          | Beschreibung | Akten-Nr.     | Bild                                            |
| --------------------------- | ----------------------------------------------- | --- | ------------- | ----------------------------------------------- |
| Obergraßlfing 14 (Standort) | Katholische Filialkirche St. Mariae Himmelfahrt | Saalkirche mit eingezogenem Chor und einfacher Putzgliederung, nordwestlich Turm mit Geschoss- und Putzgliederung und Zwiebelkuppel, mit westlichem Vorbau und Nebenkapelle, 1708/10, der Chor mit gotischem Kern; mit Ausstattung | D-2-78-144-21 | Katholische Filialkirche St. Mariae Himmelfahrt |

### Osterham
| Lage                  | Objekt     | Beschreibung | Akten-Nr.     | Bild           |
| --------------------- | ---------- | --- | ------------- | -------------- |
| Osterham 5 (Standort) | Hofkapelle | Lourdes-Kapelle, kleiner massiver Satteldachbau mit eingezogener Rundnische, bezeichnet mit 1901 (renoviert). Inschrift im Giebel: „Renoviert von Vinzenz und Anna Fuß im Jahre 1901“ | D-2-78-144-23 | weitere Bilder |

### Reuth
| Lage               | Objekt                    | Beschreibung | Akten-Nr.     | Bild           |
| ------------------ | ------------------------- | --- | ------------- | -------------- |
| Reuth 3 (Standort) | Hofkapelle, Privatkapelle | Kleiner massiver Satteldachbau, 1. Hälfte 19. Jahrhundert, bezeichnet mit 1892; mit Ausstattung Ausstattung: Handwerklich hergestellter Altar im neugotischen Stil mit Lourdes-Madonna | D-2-78-144-24 | weitere Bilder |

### Weichs
| Lage                 | Objekt                                | Beschreibung | Akten-Nr.     | Bild           |
| -------------------- | ------------------------------------- | --- | ------------- | -------------- |
| Weichs 25 (Standort) | Katholische Filialkirche St. Aegidius | Saalkirche mit eingezogenem Chor und Westturm, Turmaufsatz mit Putzgliederung und Spitzhelm, Bau des 17./18. Jahrhundert, Turmoberteil und Sakristei 19. Jahrhundert; mit Ausstattung Reliefs an der Kanzel von Christian Jorhan d. J. | D-2-78-144-25 | weitere Bilder |
| Weichs 38 (Standort) | Bauernhaus                            | Zweigeschossiger Satteldachbau mit verputztem Blockbauobergeschoss und Traufschrot, 2. Viertel 19. Jahrhundert Nebengebäude, Stall, eingeschossiger Backsteinbau mit Satteldach und Ladeluke, wohl 2. Hälfte 19. Jahrhundert           | D-2-78-144-26 | Bauernhaus     |

## Ehemalige Baudenkmäler
In diesem Abschnitt sind Objekte aufgeführt, die früher einmal in der Denkmalliste eingetragen waren, jetzt aber nicht mehr. Objekte, die in anderem Zusammenhang – also z. B. als Teil eines Baudenkmals – weiter eingetragen sind, sollen hier nicht aufgeführt werden. Aktennummern in diesem Abschnitt sind ehemalige, jetzt nicht mehr gültige Aktennummern.

| Lage                                    | Objekt                                                      | Beschreibung | Akten-Nr.     | Bild            |
| --------------------------------------- | ----------------------------------------------------------- | --- | ------------- | --------------- |
| Brech nordwestlich von Brech (Standort) | Hofkapelle, Feldkapelle, Wegkapelle, Votivkapelle St. Maria | Nach Westen ausgerichteter Kapellenbau mit Satteldach. Einfacher, kleiner Bau mit Eingangstüre im Osten. Eingangstür mit Segmentbogen und drei kleinen Öffnungen. Die mittlere kreisrunde Öffnung mit Opferkasten. Rundfenster im Süden. Rundbogiger Schluss im Westen. Patriarchenkreuz über dem Ostgiebel. Die Marienkapelle wurde aus Dank für ein überstandenes Unglück mit einem Ochsengespann erbaut, wie es auf einer Votivtafel im Inneren zu sehen ist. | D-2-78-144-16 | weitere Bilder  |
| Haimelkofen Haimelkofen 6 (Standort)    | Kleinbauernhaus                                             | Eingeschossiger Flachsatteldachbau mit erhöhtem Kniestock, verputzter Blockbau mit Traufschrot, Kern 1. Hälfte 18. Jahrhundert | D-2-78-144-15 | Kleinbauernhaus |